# Bosbad (Amersfoort)
Bosbad Amersfoort ook wel Bosbad Birkhoven is een openluchtzwembad in Amersfoort.
Het bosbad ligt in het park Birkhoven, dichtbij Dierenpark Amersfoort. Het bad beschikt over een 50 meterbad en twee ondiepe gedeelten. In de ondiepere gedeeltes zijn waterspuiten en speeleilanden. Het bad beschikt over een duikplank en een grote glijbaan. Op het terrein is tevens een 18-holes minigolfbaan.
Om het bad te vullen is zes en een half miljoen liter water nodig. Het bosbad wordt niet kunstmatig verwarmd. Het water komt uit twee natuurlijke bronnen die op het terrein van het zwembad liggen. Het bad is alleen 's zomers open. De openingstijden zijn weersafhankelijk; bij slecht weer of als de watertemperatuur onder de 18 graden gaat wordt het bad gesloten.

## Geschiedenis
Het bosbad ligt op het vroegere landgoed Birkhoven en werd in 1943 geopend. De aanleg vond plaats als werkverschaffingsproject. Bosbad Birkhoven werd op zaterdag 15 mei 1948 geopend voor kinderen en volwassenen. Kinderen betaalden 15 cent per bezoek, volwassenen 25 cent. Het Dagblad van Amersfoort vermeldde: Het bad zal: op werkdagen van 9-18 en 19-21 uur en op Zondagen van 13-18 en 19-21 uur voor gemengd baden geopend zijn uitgezonderd Maandagen en Dinsdagen van 9-11 uur wanneer het bad alleen respectievelijk voor dames en heren geopend zal zijn.
Bij de officiële opening in 1949 droeg de gemeente het beheer van het bad over aan een sportstichting. Op het terrein rond het bosbad werden door de aangesloten sportverenigingen sportfestijnen gehouden als motorwedstrijden, atletiek, korfbal en harddraverijen. Naast het bosbad was het Birkhovens openluchttheater.